# Skånevik
Skånevik  är en tätort i Etne kommun i Vestland fylke i västra Norge. Orten är belägen innerst inne vid Skånevikfjorden, en arm av Hardangerfjorden.

## Tidigare kommun
Skånevik utgjorde fram till och med 1964 centralort i dåvarande Skåneviks kommun, vilken den 1 januari 1965 delades mellan Etne och Kvinnherads kommuner.